# Our Kind of People
Our Kind of People é uma série de televisão de drama americana que estreou na Fox em 21 de setembro de 2021, como uma entrada de outono durante a temporada de televisão de 2021–22. A série, criada por Karin Gist e Wendy Calhoun, é inspirada no livro homônimo de Lawrence Otis Graham, de 1999.
O tema de abertura da série, "Our Kind of People", é interpretada pela artista independente Tinashe.

## Premissa
Ambientada em Oak Bluffs, Massachusetts, a série segue a jornada da mãe solteira Angela Vaughn enquanto ela se propõe a recuperar o nome de sua família. Mas ela logo descobre um segredo obscuro sobre o passado de sua própria mãe que vai virar seu mundo de cabeça para baixo.

## Elenco e personagens

### Principal
- Yaya DaCosta como Angela Vaughn
- Nadine Ellis como Leah Franklin Dupont
- Lance Gross como Tyrique Chapman
- Rhyon Nicole Brown como Lauren Dupont
- Alana Kay Bright como Nikki Vaughn
- Kyle Bary como Quincy Dupont
- Joe Morton como Teddy Franklin
- Morris Chestnut como Raymond Dupont

### Recorrente
- Raven Goodwin como Josephine, antigo colega de quarto de faculdade de Angela e amigo íntimo que é um membro aceito da comunidade The Bluffs. (1ª temporada)
- Nicole Chanel Williams como Taylor Woods, uma garota divertida e aberta.
- L. Scott Caldwell como Olivia Sturgess Dupont, a mãe de Raymond, uma elegante matrona da sociedade que considera Angela uma disruptora em sua comunidade unida
- Debbi Morgan como Patricia “Aunt Piggy” Williams, a tia desabitada de Angela que tem seus próprios segredos, incluindo uma conexão com Oak Bluffs de muitos anos antes.
- Melissa De Sousa como Alex Rivera, uma repórter financeira realizada e ex-mulher de Raymond
- McKinley Freeman como Nate Robinson, pai de Nikki que passou 17 anos na prisão
- Susan Spain como Rose Franklin, a esposa de Teddy e a mãe de Leah (1ª temporada)
- Kay-Megan Washington como Jackie, empregada da família Franklin
- Ahmarie Holmes como Sloane, a neta de Jackie que está saindo secretamente com Quincy
- Jeff Hephner como Jack Harmon, o parceiro de Raymond na Darmon

## Episódios
| N.º | Título                              | Dirigido por           | Escrito por                                                    | Exibição original      | Cód. de produção | Audiência nos EUA (milhões) |
| --- | ----------------------------------- | ---------------------- | -------------------------------------------------------------- | ---------------------- | ---------------- | --------------------------- |
| 1   | "Reparations"                       | Tasha Smith            | Karin Gist                                                     | 21 de setembro de 2021 | 1HLT01           | 1.65                        |
| 2   | "My Mother, Myself"                 | Tasha Smith            | Karin Gist                                                     | 28 de setembro de 2021 | 1HLT02           | 1.49                        |
| 3   | "Hot Links e Red Drinks"            | Jeff Byrd              | Bryan M. Holdman                                               | 5 de outubro de 2021   | 1HLT03           | 1.43                        |
| 4   | "Crabs in a Gold-Plated Barrel"     | Princess Monique Filmz | Rebecca Boss e Chris Masi                                      | 12 de outubro de 2021  | 1HLT04           | 1.38                        |
| 5   | "The Miseducation of the Negro"     | Julie Dash             | Nambi E. Kelley e Lauren Goodman                               | 19 de outubro de 2021  | 1HLT05           | 1.42                        |
| 6   | "For Colored Boys..."               | Jeff Byrd              | História por : Norman Vance Jr. Roteiro por : Bryan M. Holdman | 9 de novembro de 2021  | 1HLT06           | 1.36                        |
| 7   | "Fathers, Daughters, Sisters"       | Joe Morton             | Norman Vance Jr.                                               | 16 de novembro de 2021 | 1HLT07           | 1.30                        |
| 8   | "Sistervention..."                  | Keesha Sharp           | Rebecca Boss e Chris Masi                                      | 30 de novembro de 2021 | 1HLT08           | 1.42                        |
| 9   | "Twice as Hard, Twice as Good"      | Benny Boom             | Antonia French March e Jacqueline McKinley                     | 7 de dezembro de 2021  | 1HLT09           | 1.14                        |
| 10  | "Just Desserts"                     | Mary Lou Belli         | Bryan M. Holdman                                               | 11 de janeiro de 2022  | 1HLT10           | 1.13                        |
| 11  | "It Is Not Light We Need, but Fire" | Jeff Byrd              | Karin Gist e Gretchen J. Berg e Aaron Harberts                 | 18 de janeiro de 2022  | 1HLT11           | 1.14                        |
| 12  | "Kiss It Up to God"                 | Jeff Byrd              | Karin Gist e Gretchen J. Berg e Aaron Harberts                 | 25 de janeiro de 2022  | 1HLT12           | 1.34                        |

## Produção

### Desenvolvimento
Em setembro de 2017, foi anunciado que uma adaptação do livro de Lawrence Otis Graham de 1999, Our Kind of People: Inside America's Black Upper Class, escolhido por Wendy Calhoun estava em desenvolvimento na Fox. Em agosto de 2019, a escrita da série foi assumida por Lee Daniels e Karen Gist. O surto da pandemia de COVID-19 em março de 2020 resultou na série sendo empurrada para o desenvolvimento fora do ciclo. Em setembro de 2020, foi confirmado que uma sala de roteiristas havia sido aberta para a série e que a série estava em disputa por um pedido direto para a temporada 2021-22. Em 29 de março de 2021, o projeto recebeu oficialmente um pedido de série pela Fox.

### Seleção de elenco
Em 12 de maio de 2021, Yaya DaCosta foi a primeira a ser escalada para a série, no papel de Angela Vaughn. Ela foi acompanhada na semana seguinte por Morris Chestnut, no papel de Raymond Dupont. No final de maio de 2021, Alana Bright foi escalada para um papel de protagonista. Em junho de 2021, LeToya Luckett, Rhyon Nicole Brown, Joe Morton, Kyle Bary e Lance Gross foram escalados para papéis principais, enquanto Debbi Morgan e L. Scott Caldwell foram escalados para papéis recorrentes. Em julho de 2021, Nadine Ellis se juntou ao elenco em uma reescalação, substituindo Luckett. Em agosto de 2021, Raven Goodwin e Nicole Chanel Williams foram escaladas para papéis recorrentes. Em outubro de 2021, Melissa De Sousa e McKinley Freeman se juntaram ao elenco em funções recorrentes.

### Filmagens
A fotografia principal da série começou em 7 de julho de 2021 e foi concluída em 24 de novembro de 2021, em Wilmington, Carolina do Norte.

## Lançamento
A série estreou em 21 de setembro de 2021, como uma entrada de terça à noite às 21h na Fox após o drama de sucesso The Resident. Em 27 de julho de 2021, a Fox lançou o primeiro teaser oficial da série.

### Internacional
No Canadá, a série vai ao ar na CTV em uma transmissão simultânea com a Fox. Foi transferido para CTV 2 após 2 episódios devido à baixa audiência. A série também estreou com os 3 primeiros episódios no Disney+ através do hub de streaming Star como uma série original em países selecionados. Na América Latina, a série irá estrar como uma série original no Star+. Na Índia, a série é transmitida no Disney+ Hotstar, com episódios sendo disponibilizados no dia seguinte à sua transmissão nos EUA.